# Frente dos Partidos Patrióticos e Nacionais
A Frente dos Partidos Patrióticos e Nacionais (em árabe: جبهة الأحزاب الوطنية والقومية | Jabhat al-Ahzab al-Wataniyya wal-Qawmiyya; ou Front Patriotique des Parties Nacionaux (FPPN), em francês), foi uma coalizão de partidos políticos e milícias libanesas, apoiados pela Síria, formada no final da década de 1970.

## Origens
Foi formada no final de março de 1976 em Beirute Ocidental por seções dissidentes do Movimento Nacional Libanês, que incluía as facções pró-Síria do Partido Social Nacionalista Sírio no Líbano e o Partido Socialista Árabe Ba'ath – Líbano, o Movimento Amal xiita liderado por Musa al-Sadr, a União das Forças Populares Operárias de Kamal Shatila  e o Partido Razkari curdo. A Frente dos Partidos Patrióticos e Nacionais apoiou a intervenção síria de junho de 1976 no Líbano. 

## Declínio e desaparecimento
A aliança durou até meados de 1982, quando desmoronou junto com seu rival Movimento Nacional Libanês na sequência da invasão israelense do Líbano.